# Marcel Moyse

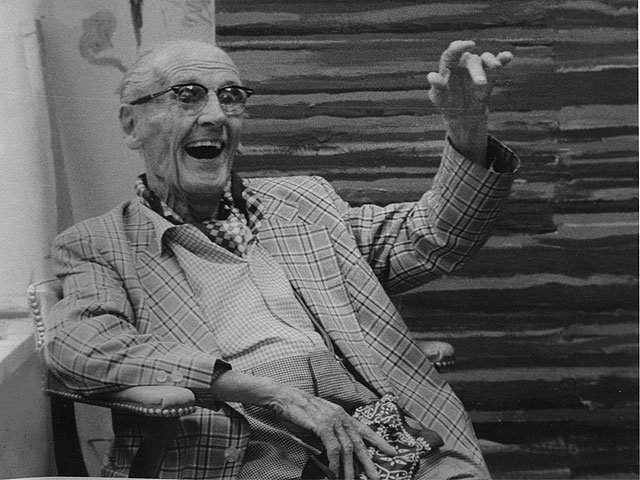
Marcel Moyse

Marcel Joseph Moyse (* 17. Mai 1889 in Saint-Amour, Frankreich; † 1. November 1984 in Brattleboro, Vermont, Vereinigte Staaten) war ein französischer Flötist.

## Leben und Wirken
Marcel Moyse studierte am Pariser Konservatorium bei Philippe Gaubert, Adolphe Hennebains und Paul Taffanel. Er war Mitbegründer der Marlboro School of Music und des gleichnamigen Festivals. Zu seinen Studenten gehörten William Bennett, Trevor Wye (der später eine Biografie seines Lehrers publizierte), Robert Aitken, Aurèle Nicolet, Raymond Guiot, Sir James Galway und Peter-Lukas Graf.
Moyse trat häufig zusammen mit seinem Sohn Louis  auf.
Moyse reiste in seinem höheren Lebensalter jedes Jahr mit mehreren Schülern aus den USA in seinen Geburtsort, wo er im Hotel du Commerce wohnte und dort Querflötenunterricht gab. Der Platz vor dem Hotel du Commerce in Saint-Amour trägt heute seinen Namen: Place Marcel Moyse.